# China National Convention Centre
China National Convention Centre (chiń. upr. 国家会议中心; chiń. trad. 國家會議中心; pinyin Guójiā Huìyì Zhōngxīn) – centrum konferencyjne w Pekinie, stolicy Chin. Budynek został wybudowany w latach 2005–2007.

## Historia
Budowa obiektu trwała od kwietnia 2005 roku do lipca 2007 roku. Koszt budowy wyniósł 891 mln ¥. Budynek powstał w związku z Letnimi Igrzyskami Olimijskimi 2008 i stanął naprzeciwko Narodowego Krytego Stadionu, a także niedaleko Pływalni Olimpijskiej i Stadionu Narodowego. Początkowo obiekt pełnił przeważnie funkcje sportowe, a za główą arenę rozgrywanych w nim zawodów służyła druga co do wielkości hala obiektu, zlokalizowana w jego południowej części. W hali tej umieszczono trybuny mogące pomieścić 5695 widzów. We wrześniu 2007 roku, jako imprezę testową, w obiekcie rozegrano zawody strzeleckie oraz szermiercze w ramach finału Pucharu Świata w pięcioboju nowoczesnym. W kwietniu 2008 roku obiekt gościł także mistrzostwa świata w szermierce.
Podczas Letnich Igrzysk Olimpijskich 2008 obiekt był areną zawodów szermierczych oraz zawodów strzeleckich i szermierczych w ramach pięcioboju nowoczesnego. Ponadto w głównej hali, zlokalizowanej w północnej części budynku, umieszczono, działające w związku z igrzyskami, główne centrum prasowe oraz międzynarodowe centrum nadawcze.
We wrześniu 2008 roku w ramach Letnich Igrzysk Paraolimpijskich 2008 w budynku rozegrane zostały zawody w szermierce na wózkach i boccia.
Od października 2008 roku do czerwca 2009 roku w pomieszczeniach budynku przeprowadzono remonty w celu zmiany głównej funkcji budynku ze sportowej na wystawienniczo-konferencyjną. Uroczyste otwarcie po modernizacji miało miejsce 1 listopada 2009 roku.
W lutym 2022 roku, podczas Zimowych Igrzysk Olimpijskich 2022, obiekt ponownie pełnił rolę głównego centrum prasowego i międzynarodowego centrum nadawczego.